# Laguna García
A  Laguna Garcia   é uma laguna localizada na Guatemala, cuja cota de altitude é de 140 metros acima do nível do mar. Localiza-se no departamento de El Petén, no município de Sayaxché.